# بیور دم (کنتاکی)
بیور دم (به انگلیسی: Beaver Dam) شهری در ایالت کنتاکی کشور ایالات متحده آمریکا است که جمعیت آن در سرشماری سال ۲۰۱۰ میلادی، ۳٬۴۰۹ نفر بوده‌است.